# プリンストン大学出版局
プリンストン大学出版局（英語: Princeton University Press）とは、独立系の出版社でプリンストン大学と近い関係を持っている。広大なアカデミアや社会においてスカラーシップを広めることを目的にしている。
1905年にホイットニー・ダローによって設立された。その際にプリンストンコミュニティに印刷機 (en) を納品する形でチャールズ・スクリブナーが金融面で支援した。最初に出版した本はジョン・ウィザースプーン著「Lectures on Moral Philosophy」の新たな1912年版だった。

## ピューリッツァー賞
プリンストン大学出版局の本で以下の6作品がピューリッツァー賞を受賞している。
- Russia Leaves the War by George F. Kennan (1957)[3]
- Banks and Politics in America From the Revolution to the Civil War by Bray Hammond（英語版） (1958)[4]
- Between War and Peace by Herbert Feis (1961)[5]
- Washington, Village and Capital by Constance McLaughlin Green（英語版） (1963)[6]
- The Greenback Era by Irwin Unger（英語版） (1965)[7]
- Machiavelli in Hell by Sebastian de Grazia（英語版） (1989)[8]

## ペーパーズ・プロジェクト
この出版局が請け負った数巻に及ぶ歴史文書プロジェクトには以下のがある
- The Collected Papers of Albert Einstein
- The Writings of Henry David Thoreau
- The Papers of Woodrow Wilson（69巻）
- The Papers of Thomas Jefferson
- Kierkegaard's Writings

The Papers of Woodrow Wilsonは「全歴史の中で偉大な編集成果の1つ」と評されている。

## ボリンゲン・シリーズ
プリンストン大学出版局のボリンゲン・シリーズはポール・メロンのオールド・ドミニオン財団（現：アンドリュー・メロン財団）による1943年のプロジェクトであるボーリンゲン財団によって始められた。1945年より財団は考古学、詩、心理学など研究の幾つかの分野で出版や奨学金、助成金の提供に関して独立した地位を維持していた。ボリンゲン・シリーズは1969年に大学に寄贈された。

## 関連文献
- "Book of Lists: Princeton University Press at 100". Artforum International, 2005.